# Người Ý
Người Ý (tiếng Ý: italiani, phát âm [itaˈljaːni]) là một tộc người thuộc Nam Âu sinh sống chủ yếu ở Ý. Ngôn ngữ chính của họ là tiếng Ý cũng như phương ngữ Ý. Tôn giáo chính là Công giáo Rôma. Người Ý là sự kết hợp của nhiều tộc người ở châu Âu ngoại trừ Người Ý cổ đại.
Bắc Italia có sự hiện diện của người Celtic cho đến khi những người La Mã xâm chiếm và thuộc địa hóa nơi này vào thế kỷ 2. Phần miền Trung của bán đảo Italia có sự di cư của những người được gọi là Etruscans; miền Nam và Sicilia chủ yếu là người Hy Lạp di cư đến. Cách phát âm từ Italia bắt nguồn từ người Hy Lạp, những người đã sử dụng từ này để miêu tả những người Ý cổ.
Hiện nay có khoảng 56 triệu người Ý bản địa sống tại Ý, khoảng 750.000 tại Thụy Sĩ, 28.000 tại San Marino. Cũng có một số lượng lớn không xác định sống tại Pháp (Nice, Corse, Savoie). Một lượng nhỏ hơn tìm thấy ở ở Slovenia và Croatia. Một lượng đáng kể dân gốc Ý tại Brasil (Người Brasil gốc Ý), người gốc Ý là tộc người đông thứ hai tại Brasil chỉ sau Người Bồ Đào Nha (khoảng 30 triệu người Brazil có liên hệ với nguồn gốc Ý). Ngoài ra, tại Argentina, Mỹ (Người Mỹ gốc Ý), Colombia, Venezuela, Uruguay, Canada(Người Canada gốc Ý), Australia (Người Australia gốc Ý), Chile và ở khắp châu Âu như Bỉ, Anh, Pháp cũng có lượng tương đối dân gốc Ý.